# Galactia vietnamensis
Galactia vietnamensis är en ärtväxtart som beskrevs av Nguyén Van Thuan. Galactia vietnamensis ingår i släktet Galactia och familjen ärtväxter. Inga underarter finns listade i Catalogue of Life.